# Henry Grünbaum
Henry Grünbaum, född 27 november 1911 i Köpenhamn, död 5 januari 2006, var en dansk gravör, ekonom och socialdemokratisk politiker. Han var folketingsledamot 1966-1981 och Danmarks finansminister 1965-1968 och 1971-1973. Han var även ekonomiminister 1964-1965. Han är far till författaren Ole Grünbaum.

## Biografi
Henry Grünbaums föräldrar, skomakarmästaren Moses Nochim Grünbaum (1882-1958) och Bertha Pelt (1884-1967), var polska judar som emigrerade till Danmark kort före första världskrigets utbrott på grund av tilltagande pogromer. De var politiskt aktiva inom både socialdemokratin och fackföreningsrörelsen. Henry Grünbaums äldre bror var motståndsmannen och ekonomen Israel Grünbaum. Som ung gick Henry Grünbaum i lära som gravör och blev färdigutbildad 1930. Han grundade fackförbundet Faglig ungdom 1931, en fackförening för unga lärlingar, som han också var ordförande av till 1933. Han var även ledamot i Guld- og sølvvarearbejdernes fagforening 1934-1938. Vid sidan om sitt arbete läste han in grundläggande kompetens och tog studentexamen 1936.
Grünbaum påbörjade studier i ekonomi vid Köpenhamns universitet och arbetade samtidigt som sekreterare på Arbejderbevægelsens Erhvervsråd (1938-1940). Där träffade han Jens Otto Krag, som kom att bli en av hans politiska allierade. 1940-1946 var Grünbaum anställd som statistiker på De samvirkende Fagforbund, dagens LO. Både studier och arbete avbröts under kriget och han tvingades fly till Sverige 1943. Där var han engagerad i den danska motståndsrörelsens avdelning i Stockholm (1944-1945). Han blev cand. polit. 1949 och arbetade på tidningen Social-Demokraten (1949-1956) och sedan som chef för Arbejdsmands og Specialarbejder Forbundets ekonomiska kontor (1956-1964) samt redaktör av fackförbundets medlemstidning (1962-1964).
Grünbaums politiska karriär började 1964, då Jens Otto Krag tog in honom som ny ekonomiminister i sin regering 1964. Året därpå ersatte han Poul Hansen som finansminister, ett uppdrag han innehade till 1968. Hans ministerperiod kännetecknas av införandet av källskatt och moms 1967. Han lämnade posten 1968 när Socialdemokratiet förlorade valet. Han blev invald i Folketinget 1966 för Århus norra valkrets, som han övertog från Holger Eriksen. Han var bl.a. ledamot i finansutskottet (1968-1971) och var en av huvudarkitekterna bakom LO:s och Socialdemokratiets förslag till införandet av ekonomisk demokrati och uppdelning av äganderätten. Han blev åter finansminister 1971 när Socialdemokratiet återtog regeringsmakten, men avgick i december 1973 när Socialdemokratiet återigen förlorade valet. Då partiet åter bildade regering 1975 valde Anker Jørgensen att inte ta in Grünbaum. Han fortsatte som ordinarie folketingsledamot, bl.a. som ordförande av finansutskottet (1975-1976) och statsrevisor (1976-1982). Han kritiserade flera gånger Anker Jørgensens och Knud Heinesens ekonomiska politik och röstade emot flera nedskärningar i statsbudgeten. Han lämnade politiken 1981.